# Bruno Meneghel
Bruno Meneghel (nacido el 3 de junio de 1987) es un futbolista brasileño que se desempeña como delantero.
Jugó para clubes como el Vasco da Gama, Bahia, Goiás, Náutico, Criciúma, América, Cerezo Osaka y Albirex Niigata.

## Trayectoria

### Clubes
| Club            | País   | Año         |
| --------------- | ------ | ----------- |
| Vasco da Gama   | Brasil | 2005 - 2008 |
| Bréscia Clube   | Brasil | 2007        |
| Bahia           | Brasil | 2008        |
| Resende         | Brasil | 2009        |
| Goiás           | Brasil | 2009        |
| Náutico         | Brasil | 2010 - 2011 |
| Criciúma        | Brasil | 2011        |
| América         | Brasil | 2012        |
| Qingdao Jonoon  | China  | 2012 - 2013 |
| Dalian Yifang   | China  | 2014 - 2015 |
| Cerezo Osaka    | Japón  | 2016        |
| Changchun Yatai | China  | 2016 - 2017 |
| Albirex Niigata | Japón  | 2018 -      |